# Kvällåliden
Kvällåliden är ett naturreservat i Åsele kommun i Västerbottens län.
Området är naturskyddat sedan 2009 och är 61 hektar stort. Reservatet omfattar en västsluttning ner mot Kvällåns dalgång. Reservatet består av ur- och naturskogsartade gran- och barrblandskogar med inslag av lövträd.